# Iris kuschakewiczii
Iris kuschakewiczii là một loài thực vật có hoa trong họ Diên vĩ. Loài này được B.Fedtsch. miêu tả khoa học đầu tiên năm 1905.